# Nabil Bali
Nabil Baly (en tifinagh : ⵏⴰⴱⵉⵍ ⴱⴰⵍⵉ ; en arabe : نبيل بالي), de son vrai nom Nabil Othmani, né en 1985 à Djanet, est un chanteur algérien de musique touareg.

## Biographie
Né en 1985, il est le fils de Othmane Baly, chanteur touareg, véritable virtuose du luth, célèbre poète des Touaregs kel Ajjer de Djanet. Nabil Baly Othmani commence la guitare à 13 ans, puis rejoint la troupe de son père et décide de s'essayer à la derbouka. Après la mort de son père, il entreprend de continuer le chant et de continuer là ou son père s'est arrêté. Il a par ailleurs repris plusieurs chansons de son père, notamment la chanson Damâa.

## Discographie

### Tamghartin(2010)
| N°  | Titre         |  | Durée |
| --- | ------------- |  | ----- |
| 1.  | Djanet        |  | 03:40 |
| 2.  | Menna         |  | 04:04 |
| 3.  | Tamghartin    |  | 05:43 |
| 4.  | Ahloumaq      |  | 03:50 |
| 5.  | Inidiwan      |  | 03:50 |
| 6.  | Anhaji        |  | 04:32 |
| 7.  | Aran Adam     |  | 02:31 |
| 8.  | La Helle      |  | 05:03 |
| 9.  | Toi Désert    |  | 04:36 |
| 10. | Mila          |  | 03:49 |
| 11. | Tamanit In    |  | 04:29 |
| 12. | Tamidit In    |  | 03:53 |
| 13. | Nek Ahal Wagh |  | 07:32 |

### Ayt ma(2012)
| N°  | Titre         |  | Durée |
| --- | ------------- |  | ----- |
| 1.  | Teswa Tenere  |  | 04:39 |
| 2.  | Izlaf         |  | 03:03 |
| 3.  | Amadray In    |  | 04:11 |
| 4.  | Temse Tekjtik |  | 04:10 |
| 5.  | Yallah Isan   |  | 07:09 |
| 6.  | Awadam        |  | 03:43 |
| 7.  | Nek Mahedjegh |  | 03:25 |
| 8.  | Sahra Blues   |  | 03:00 |
| 9.  | Ayt Ma        |  | 04:45 |
| 10. | Azaman        |  | 05:29 |
| 11. | Torna         |  | 04:33 |
| 12. | Yoka Ul       |  | 04:06 |
| 13. | Africa        |  | 04:12 |

### Amghar in(2016)
| N°  | Titre        |  | Durée |
| --- | ------------ |  | ----- |
| 1.  | Dlen Manin   |  | 05:18 |
| 2.  | Ana Imanet   |  | 04:51 |
| 3.  | Damaa        |  | 06:43 |
| 4.  | Edunia Tagh  |  | 04:34 |
| 5.  | Amghar In    |  | 06:27 |
| 6.  | Identité     |  | 03:50 |
| 7.  | Iherir       |  | 03:25 |
| 8.  | Asestan      |  | 05:34 |
| 9.  | Semghar      |  | 04:29 |
| 10. | Takamba      |  | 03:42 |
| 11. | Tamawat      |  | 03:42 |
| 12. | Edunia Tigla |  | 03:33 |